# Agoraea uniformis
Agoraea uniformis är en fjärilsart som beskrevs av George Francis Hampson 1898. Agoraea uniformis ingår i släktet Agoraea och familjen björnspinnare. Inga underarter finns listade i Catalogue of Life.